# Abou Maya
Abou Maya (arabisch) ist eine unbewohnte Insel, die im Golf von Tadjoura am Eingang zum Ghoubbet-el-Kharab liegt.

## Geographie
Die Insel liegt direkt im Mündungsbereich des Golf von Tadjoura in den Ghoubbet-el-Kharab. Sie ist grob dreieckig mit der längsten Seite zum Ghoubbet-el-Kharab, so dass sie noch die Strömung in der Engstelle verstärkt. Sie ist nur rund 210 Meter lang und 120 Meter breit.